# 维耶尔埃弗鲁瓦
维耶尔埃弗鲁瓦（法語：Wierre-Effroy，法語發音：[wjɛʁ efʁwa]）是法国上法蘭西大區加来海峡省的一个市镇，属于滨海布洛涅区。

## 地理
维耶尔埃弗鲁瓦（50°46'41"N, 1°44'18"E）面积18.91 平方千米，位于法国上法蘭西大區加来海峡省，该省份为法国北部沿海省份，西北濒北海，南至索姆省，东临北部省。
与维耶尔埃弗鲁瓦接壤的市镇（或旧市镇、城区）包括：贝勒和乌勒福尔、孔特维尔莱布洛涅、马南冈埃讷、马基斯、奥夫勒坦、佩尔讷莱布洛涅、皮特福、雷蒂、兰克桑。
维耶尔埃弗鲁瓦的时区为UTC+01:00、UTC+02:00（夏令时）。

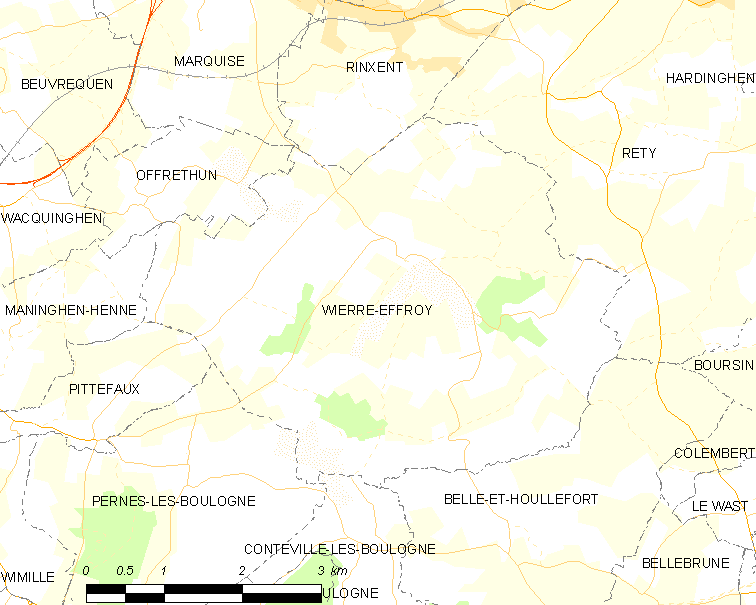
维耶尔埃弗鲁瓦的OSM定位图

## 行政
维耶尔埃弗鲁瓦的邮政编码为62720，INSEE市镇编码为62889。

## 政治
维耶尔埃弗鲁瓦所属的省级选区为代夫勒县。

## 人口

1962-2008年间维耶尔埃弗鲁瓦人口变化图示

维耶尔埃弗鲁瓦于2022年1月1日时的人口数量为845人。